# Jerónimo de Escobar
Jerónimo de Escobar (1525 - 19 de março de 1593) foi um prelado católico romano que serviu como bispo da Nicarágua (1592–1593).

## Biografia
Jerónimo de Escobar nasceu em Toledo, Espanha, e foi ordenado sacerdote na Ordem de Santo Agostinho. No dia 22 de maio de 1592, foi nomeado durante o papado do Papa Clemente VIII como Bispo da Nicarágua e consagrado bispo a 26 de julho de 1592 em Espanha. Serviu como Bispo da Nicarágua até à sua morte a 19 de março de 1593 em Cádiz, Espanha.